# Juniperella mirabilis
Juniperella mirabilis (лат.) — вид жуков-златок (Buprestinae) трибы Melanophilini Bedel, 1921. Единственный вид рода Juniperella.

## Распространение
Неарктика: Калифорния..